# Agente 47

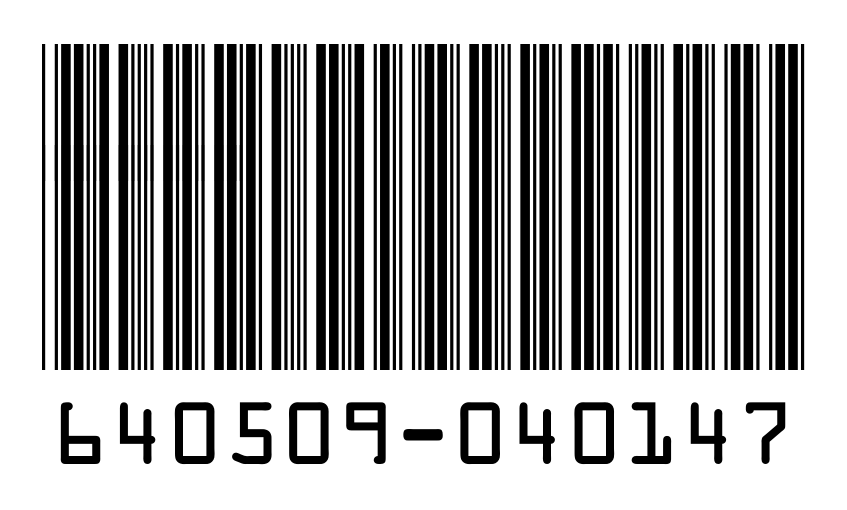
Código de barras tatuado al dorso de la cabeza del Agente 47.

El agente 47 es el personaje principal de la serie de videojuegos Hitman, de la cual se han lanzado siete juegos. Nació el 5 de septiembre de 1964 en un laboratorio de Rumanía como creación del Doctor Ort-Meyer mediante clonación y bioingeniería. Su nombre proviene del código de barras tatuado al dorso de su cabeza (640509-040147), del que los dos últimos dígitos son 47. Es alto, calvo, de ojos azules, frío y calculador. Fue entrenado para ser el asesino perfecto y que sus niveles de velocidad, resistencia y razonamiento sobrepasasen los límites normales. Viste un traje negro y zapatos negros, una camisa blanca, una corbata roja y guantes de cuero negros, y sus armas preferidas son sus fieles Silverballers. El Agente 47 coindice con la mayoría de los rasgos y características de un personaje antiheroico.
Su voz en la serie de videojuegos es la del actor sudafricano David Bateson. En la adaptación cinematográfica de 2007 lo interpreta el actor Timothy Olyphant, mientras que en la segunda adaptación de 2015 el personaje corre a cargo de Rupert Friend.